# Alfa Romeo A38
L’Alfa Romeo A38 è stato un autocarro prodotto dall'Alfa Romeo.

## Storia
Il modello ebbe origine dalla collaborazione tra l'Alfa Romeo e la Saviem, che fu sottoscritta nel 1967. Gli autocarri che furono prodotti a seguito di questo accordo erano simili a quelli prodotti da quest'ultima, in particolar modo ai modelli SG2 ed SG4. Gli altri autocarri Alfa Romeo che furono frutto del contratto furono l'A15, l'A19 e l'F20, dove le lettere iniziali significavano Autocarro o Furgone.
L'A38, con le sue 6,3 t di peso totale a pieno carico, era disponibile con diversi telai (tra cui un autotelaio scudato e un autotelaio per autobus), che erano caratterizzati dall'avere differenti passi. Era anche offerta una variante a trazione integrale. L'A38 aveva installato un motore Diesel 4 cilindri di 3017 cm³ da 77 CV di potenza, che permetteva al mezzo di raggiungere una velocità massima di 79 km/h. Quattro anni dopo il lancio la cilindrata fu portata a 3319 cm³. Nella versione autocarro di serie la portata utile era di 3770 kg.
A15, A38, A19 e A20 furono prodotti, a tutto il 1974, in circa 3.500 esemplari.